# 안토니 코론
앤터니 코론(Antoni Corone)은 미국의 배우, 영화 제작자이다.

## 출연 작품
- 엑소시스트: 믿는 자 (2023) - 필립스 역
- 토니 탱고 (2015년) - 마셰티 샘 역
- 페이션트 킬러 (2015년)
- 니드 포 스피드 (2014년) - 형사2 역
- 어슘드 킬러 (2013년)
- 이민자 (2013년) - 토마스 맥넬리 역
- 선라이트 주니어 (2013년) - 에드윈 역
- 그린 존 (2010년)
- 필립 모리스 (2009)
- 피스톨 휩트 (2008)
- 레저베이션 로드 (2007)
- 위 오운 더 나잇 (2007)
- 챗 (2006년)
- 파인드 미 길티 (2006)
- 패싱 팬시 (2005년)
- 퍼니셔 (2004)
- 아웃 오브 타임 (2003)
- 나쁜 녀석들 II (2003)
- 벤자민 프로젝트 (2002)
- 인 더 샤도우 (2001년)
- 애니 기븐 선데이 (1999)
- 로건의 전쟁 (1998, Logan's War: Bound by Honor)
- 트루먼 쇼 (1998) - 보안 요원 역
- 두 낚시꾼에게 무슨 일이 생겼나 (1997)
- 그녀는 거짓말쟁이 (1996, Hello, She Lied)
- 블랙 머니 게임 (1996년)
- 스트립티즈 (1996)
- 페레즈 패밀리 (1995년)
- 페어 게임 (1995)
- 스페셜리스트 (1994년)
- 에이스 벤츄라 (1994년)
- 알렉스 추락하다 (1993, Staying Afloat)
- 온리 더 스트롱 (1993)
- 리썰 캅 (1993, Excessive Force)
- 살인 지령 101 (1991, Murder 101)
- 부서진 환영 (1991, Red Wind)
- 케이프피어 (1991)
- 침묵의 사형수 (1990, Somebody Has to Shoot the Picture)

### 텔레비전
- 마이애미의 두 형사 (1985-88)
- Creature (1998)
- 오즈 (2002-03)